# Vuelta a España 1997
Die 52. Vuelta a España wurde in 22 Abschnitten und 3773 Kilometern vom 6. bis zum 28. September 1997 ausgetragen und vom Schweizer Alex Zülle gewonnen. Laurent Jalabert gewann die Punktwertung, José María Jiménez die Bergwertung, Mauro Radaelli die Meta Volantes-Wertung und Kelme-Costa Blanca die Mannschaftswertung.

## Etappen
| Etappe | von                       | nach                       | km       | Gewinner                   | Maillot amarillo |
| ------ | ------------------------- | -------------------------- | -------- | -------------------------- | ---------------- |
| 1      | Lissabon (POR)            | Estoril (POR)              | 155      | Lars Michaelsen            | Lars Michaelsen  |
| 2      | Évora (POR)               | Vilamoura (POR)            | 225      | Marcel Wüst                | Lars Michaelsen  |
| 3      | Loulé (POR)               | Huelva                     | 173      | Marcel Wüst                | Lars Michaelsen  |
| 4      | Huelva                    | Jerez de la Frontera       | 192      | Eleuterio Anguita          | Fabrizio Guidi   |
| 5      | Jerez de la Frontera      | Málaga                     | 230      | Marcel Wüst                | Lars Michaelsen  |
| 6      | Málaga                    | Granada                    | 147      | Laurent Jalabert           | Laurent Jalabert |
| 7      | Guadix                    | Sierra Nevada              | 219      | Yvon Ledanois              | Laurent Dufaux   |
| 8      | Granada                   | Córdoba                    | 176      | Bart Voskamp               | Laurent Dufaux   |
| 9      | Córdoba                   | Córdoba                    | 35 (EZF) | Melchor Mauri              | Alex Zülle       |
| 10     | Córdoba                   | Almendralejo               | 224      | Mariano Piccoli            | Alex Zülle       |
| 11     | Almendralejo              | Plasencia                  | 194      | Ján Svorada                | Alex Zülle       |
| 12     | León                      | Alto del Morredero         | 147      | Roberto Heras              | Alex Zülle       |
| 13     | Ponferrada                | Estación Valgrande-Pajares | 196      | Pawel Tonkow               | Alex Zülle       |
| 14     | Oviedo                    | Alto del Naranco           | 169      | José Vicente García Acosta | Alex Zülle       |
| 15     | Oviedo                    | Lagos de Covadonga         | 160      | Pawel Tonkow               | Alex Zülle       |
| 16     | Cangas de Onís            | Santander                  | 170      | Ján Svorada                | Alex Zülle       |
| 17     | Santander                 | Burgos                     | 183      | Ján Svorada                | Alex Zülle       |
| 18     | Burgos                    | Valladolid                 | 184      | Leon Van Bon               | Alex Zülle       |
| 19     | Valladolid                | Los Ángeles de San Rafael  | 184      | José María Jiménez         | Alex Zülle       |
| 20     | Los Ángeles de San Rafael | Ávila                      | 199      | Laurent Jalabert           | Alex Zülle       |
| 21     | Alcobendas                | Alcobendas                 | 43 (EZF) | Alex Zülle                 | Alex Zülle       |
| 22     | Madrid                    | Madrid                     | 154      | Max Van Heeswijk           | Alex Zülle       |

## Endstände
| Sieger                | Alex Zülle         | 91:15:55 h  |
| Zweiter               | Fernando Escartín  | + 5:07 min  |
| Dritter               | Laurent Dufaux     | + 6:11 min  |
| Vierter               | Enrico Zaina       | + 7:24 min  |
| Fünfter               | Roberto Heras      | + 8:04 min  |
| Sechster              | Daniel Clavero     | + 10:02 min |
| Siebter               | Laurent Jalabert   | + 10:03 min |
| Achter                | Marcos Serrano     | + 10:40 min |
| Neunter               | Gianni Faresin     | + 13:53 min |
| Zehnter               | Yvon Ledanois      | + 15:40 min |
| Punktewertung         | Laurent Jalabert   | 206 P.      |
| Zweiter               | Ján Svorada        | 161 P.      |
| Dritter               | Marcel Wüst        | 139 P.      |
| Bergwertung           | José María Jiménez | 153 P.      |
| Zweiter               | Alex Zülle         | 94 P.       |
| Dritter               | Laurent Jalabert   | 89 P.       |
| Meta Volantes-Wertung | Mauro Radaelli     | 39 P.       |
| Teamwertung           | Kelme-Costa Blanca | 274:07:56 h |